# Lực kháng từ

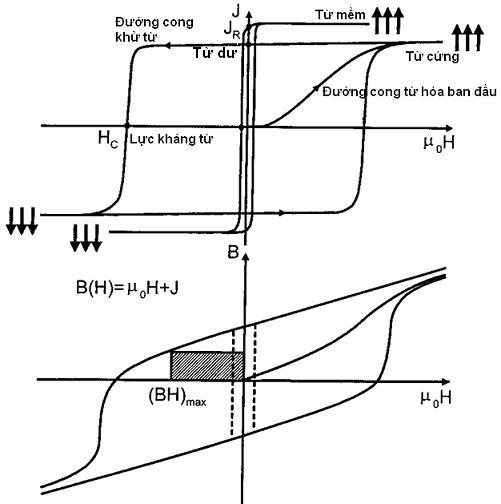
Đường cong từ trễ của các vật liệu sắt từ cho phép xác định lực kháng từ.

Lực kháng từ, đôi khi còn được gọi là trường kháng từ, hoặc trường đảo từ, là một đại lượng ngoại sử dụng trong ngành từ học, được định nghĩa bằng giá trị của từ trường cần đặt vào để triệt tiêu từ độ hoặc cảm ứng từ của vật từ. Khi gọi là trường đảo từ, đại lượng này được định nghĩa là từ trường cần đặt để đảo chiều từ độ của vật từ.

## Các khái niệm về lực kháng từ
Lực kháng từ thực tế là một đại lượng ngoại của mỗi vật từ và vật liệu từ. Thực tế, lực kháng từ chỉ tồn tại ở các vật liệu có trật tự từ (sắt từ, feri từ,...). Thông thường, lực kháng từ thường được xác định từ đường cong từ trễ của vật từ. Nhờ khái niệm lực kháng từ, người ta phân loại được hai loại vật liệu sắt từ là vật liệu sắt từ cứng (có lực kháng từ lớn) và vật liệu sắt từ mềm (có lực kháng từ nhỏ). Do sự liên quan giữa từ trường ({\displaystyle H}), cảm ứng từ ({\displaystyle B}), và từ độ {\displaystyle M} bởi công thức:
{\displaystyle B=\mu _{0}\times (M+H)}
Do đó, sẽ xuất hiện hai loại giá trị lực kháng từ:
- Lực kháng từ liên quan đến từ độ ({\displaystyle H_{c}^{M}})

Là giá trị của lực kháng từ, cho phép triệt tiêu độ từ hóa của mẫu. Giá trị này mang tính chất chung, không phụ thuộc vào hình dạng vật từ, và trong kỹ thuật thường được ký hiệu là {\displaystyle H_{c}^{M}}. Thông thường, nếu chỉ nói đến khái niệm lực kháng từ thường để chỉ khái niệm này.
- Lực kháng từ liên quan đến cảm ứng từ ({\displaystyle H_{c}^{B}})

Là giá trị của lực kháng từ cho phép triệt tiêu cảm ứng từ của vật từ. Giá trị này mang tính chất kỹ thuật, phụ thuộc vào hình dạng vật từ (do được bổ sung yếu tố dị hướng hình dạng của vật từ khi đo), và thường được ký hiệu là {\displaystyle H_{c}^{B}}.
Đối với các vật liệu có lực kháng từ nhỏ, sự sai khác giữa hai đại lượng này rất nhỏ, và đôi khi thường bị nhầm lẫn với nhau. Sự sai khác này chỉ trở nên đáng kể đối với các vật liệu từ cứng.

## Cơ chế tạo lực kháng từ
Cơ chế tạo lực kháng từ liên quan đến cơ chế từ hóa và đảo từ của vật liệu, hay nói cách khác là liên quan đến sự thay đổi của cấu trúc từ và bị ảnh hưởng mạnh bởi cấu trúc hạt của vật liệu. Yếu tố lớn nhất chi phối lực kháng từ là dị hướng từ tinh thể và tùy từng loại vật liệu mà lực kháng từ có thể phụ thuộc khác nhau vào yếu tố này. 

### Trong các vật liệu có dị hướng từ yếu
Thông thường, đối với các vật liệu từ mềm (có dị hướng từ yếu), lực kháng từ tỉ lệ thuận với dị hướng từ tinh thể theo công thức:
{\displaystyle H_{c}=p_{c}\times {\frac {K}{M_{s}}}}
với {\displaystyle p_{c},K,M_{s}} lần lượt là hệ số tỉ lệ, hằng số dị hướng từ tinh thể và từ độ bão hòa của vật liệu.
- Với các vật liệu từ mềm có kích thước hạt lớn

Đối với các vật liệu loại này (vật liệu truyền thống cổ điển có kích thước hạt lớn hơn kích thước vách đômen), lúc này, quá trình từ hóa và đảo từ thường bị ảnh hưởng bởi quá trình hãm dịch chuyển vách đômen do biên hạt nên lực kháng từ sẽ tỉ lệ nghịch với kích thước hạt theo công thức:
{\displaystyle H_{c}=p_{c}\times {\frac {\sqrt {A\times K_{1}}}{M_{s}\times D}}}
với {\displaystyle A} là hằng số trao đổi, {\displaystyle D} là kích thước hạt trung bình.
- Với các vật liệu từ mềm có kích thước hạt mịn

Là các vật liệu từ mềm có cấu trúc nano, với kích thước hạt nhỏ hơn chiều dài tương tác trao đổi sắt từ, dị hướng từ tinh thể bị trung bình hóa, và lực kháng từ lại thay đổi:
{\displaystyle H_{c}=p_{c}\times {\frac {K_{1}^{4}\times D^{6}}{M_{s}\times A^{3}}}}

### Trong các vật liệu từ có dị hướng từ mạnh
Trong các vật liệu có dị hướng từ lớn, lực kháng từ thay đổi rất phức tạp, và phụ thuộc tổng quát theo hàm số:
{\displaystyle H_{c}=\alpha \times {\frac {\gamma }{\mu _{0}M_{s}v_{a}^{1/3}}}-N_{eff}\times M_{s}-25S_{v}}
Ở đây, {\displaystyle \alpha } là hệ số phức, {\displaystyle \gamma } là năng lượng vách đômen, {\displaystyle v_{a}} là thể tích kích hoạt nhiệt và {\displaystyle S_{v}} là hệ số nhớt từ của vật liệu; còn {\displaystyle N_{eff}} là thừa số khử từ hiệu dụng.
Đối với các vật liệu từ có cấu trúc đơn đômen, cấu trúc đơn đômen là cấu trúc không có vách đômen nên không có các quá trình dịch chuyển vách hay hãm các vách đômen trong quá trình từ hóa. Vì thế, quá trình từ hóa và khử từ trong vật từ có cấu trúc đơn đômen là quá trình quay kết hợp các mômen từ. Vì thế, lực kháng từ tạo ra là do đóng góp bởi 3 yếu tố dị hướng: dị hướng từ tinh thể, dị hướng từ hình dạng và dị hướng từ do sự bất đồng nhất cấu trúc::
{\displaystyle H_{c}=a.{\frac {K_{1}}{M_{s}}}+b(N_{1}-N_{2})M_{s}+c.{\frac {\lambda _{s}\tau }{M_{s}}}}
với {\displaystyle K_{1}} là hằng số dị hướng từ tinh thể bậc một; {\displaystyle N_{1},N_{2}} là thừa số khử từ đo theo 2 phương khác nhau; {\displaystyle \lambda _{s},\tau } lần lượt là từ giảo bão hòa và ứng suất nội; {\displaystyle a,b,c} là các hệ số phần trăm đóng góp của từng số hạng.

## Lực kháng từ và trường dị hướng
Trường dị hướng (thường được ký hiệu là {\displaystyle H_{A}}) là trường liên quan đến năng lượng dị hướng từ tinh thể, là một giá trị nội của vật liệu. Vật liệu sẽ đạt trạng thái bão hòa nếu đặt từ trường vượt quá giá trị trường dị hướng. Trường dị hướng có giá trị cho bởi:
{\displaystyle H_{A}={\frac {K_{1}}{M_{s}}}}
Lực kháng từ quan hệ với trường dị hướng theo công thức:
{\displaystyle H_{c}=\alpha \mu _{0}H_{A}-N_{eff}\times M_{s}}
Dưới đây là một số giá trị lực kháng từ ở một số vật liệu từ tiêu biểu:
| Vật liệu                                            | Lực kháng từ (Oe) |
| --------------------------------------------------- | ----------------- |
| Supermalloy Fe15,7Ni79Mo5Mn0,3                      | 0,002             |
| Sắt                                                 | 0,05              |
| Permalloy, Ni81Fe19                                 | 0,05-1            |
| Cô ban                                              | 20                |
| Niken                                               | 150               |
| Ni1-xZnxFeO3, ferrite từ mềm siêu cao tần           | 15-200            |
| Alnico (nam châm phổ biến)                          | 1500-2000         |
| Co-Pt-Cr màng mỏng từ cứng sử dụng trong ổ đĩa cứng | 1700              |
| NdFeB (nam châm đất hiếm mạnh nhất                  | 10.000            |
| Fe48Pt52                                            | 12.300            |
| SmCo5                                               | 40.000            |